# Росси, Микеланджело
Микела́нджело Ро́сси (Michelangelo Rossi, прозвище итал. Michel Angelo del Violino; 1601/1602 — 1656) — итальянский композитор, скрипач, органист и певец.

## Очерк биографии и творчества
Микеланджело Росси родился в Генуе, музыке обучался у дяди, Лелио Росси (1601—1638), в кафедральном соборе св. Лаврентия (Сан-Лоренцо). Около 1624 года переехал в Рим, где в 1624–29 служил музыкантом при дворе кардинала Маурисио Савойского. Там он встретился с композитором Сиджизмондо д’Индия (Sigismondo d’India), оказавшим влияние на формирование творческого почерка Росси, заметного, прежде всего, в хроматической стилистике его пятиголосных мадригалов (например, «Per non mi dir ch'io moia» и «O miseria d'amante»). По причине хроматической «дерзости» мадригалы (всего 32) при жизни Росси не печатались (сохранились в рукописях).
В 1630–32 гг. Росси служил органистом и скрипачом в римской церкви св. Людовика Французского (Сан-Луиджи-деи-Франчези), а также работал при дворе римского аристократа, племянника папы Урбана VIII Таддео Барберини. В этот период в стиле композитора совершился решительный поворот от «второй практики» (см. статью об Артузи) к вошедшей в моду «монодии» с бассо континуо (т.е. музыке гомофонно-гармонического склада). Росси написал оперу (на сюжет поэмы «Освобождённый Иерусалим» Т.Тассо) «Эрминия на Иордане» («Erminia sul Giordano», авторское обозначение жанра — «dramma musicale»). Премьера оперы состоялась во время римского карнавала 1633 г., причём композитор сам исполнял партию Аполлона. Партитура была роскошно напечатана в Риме в 1637 г.
В 1634–38 Росси служил при дворе Франческо д'Эсте в Модене, где написал ещё одну оперу под названием «Андромеда» (премьера прошла в Ферраре, в 1638; до наших дней сохранилось только либретто). По возвращении в Рим в 1639 г. продолжал писать музыку. Судя по косвенным свидетельствам, к тому времени он уже обладал репутацией признанного музыканта и был весьма обеспеченным человеком. В 1650–55 Росси жил и работал во вновь выстроенном Палаццо Памфили, где в круг его творческого общения входили композитор Дж. Дж. Капсбергер, гуманист и энциклопедист Дж. Б. Дони, литератор и путешественник Пьетро делла Валла. В этой обстановке Росси написал ещё ряд мадригалов, вероятно, заказанных Кристиной Шведской для её любовника (позже кардинала) Дечио Аццолини. Поздние мадригалы были выполнены в «устаревшей» маньеристской стилистике (как и ранние, все на пять голосов без basso continuo, с обилием хроматизмов). Притом что любовно-лирическая поэзия в мадригалах традиционно доминирует, изредка встречаются более необычные сюжеты, как, например, в мадригале «Mentre d'ampia voragine tonante» («Из широкой рокочущей бездны»), описывающем драматические впечатления поэта после извержения Везувия в 1531 г.
Из инструментальной музыки Росси сохранился только один сборник клавирной музыки «Токкаты и куранты», опубликованный (посмертно) в 1657. Наиболее известна токката № 7 d-moll (ныне исполняется как на клавесине, так и на органе), в которой достаточно банальные секвенции чередуются с невероятными «линеарными» хроматизмами.

## Издания и литература
- Silbiger A. Michelangelo Rossi and his 'Toccate e Correnti' // Journal of the American Musicological Society 36 (1983), pp. 18–38.
- Toccate e correnti, ed. K. Gilbert. Padua, 1991 (издание сборника клавирной музыки)
- The madrigals of Michelangelo Rossi, ed. B. Mann. [s.l.], 1999 // Monuments of Renaissance Music, 10 (критическое издание мадригалов)
- Moore C. The composer Michelangelo Rossi: A "diligent fantasy-maker" in seventeenth-century Rome. New York; London: Garland, 1993 (Outstanding Dissertations in Music from British Universities).
- Mann B. The madrigals of Michelangelo Rossi. Chicago, 2002.